# Thomas Chrowder Chamberlin
Thomas Chrowder Chamberlin (25 de septiembre de 1843-15 de noviembre de 1928) fue un influyente geólogo y educador estadounidense. En 1893 fundó la Revista de Geología, de la que fue editor durante muchos años.

## Biografía
Chamberlin nació en 1843 en Mattoon (Illinois). Cuando tenía tres años su familia se trasladó al norte, cerca de Beloit (Wisconsin). Su padre era ministro metodista y labrador. Acudió a una academia preparatoria antes de ingresar en la Universidad de Beloit, donde recibió educación clásica en griego y latín, mientras se interesaba en ciencias naturales.
Después de graduarse en la Universidad de Beloit en 1866, Chamberlin trabajó durante dos años como profesor y más tarde como director en un instituto cercano a Beloit. Se casó con Alma Wilson en 1867.
En 1868-1869, Chamberlin dedicó un año a recibir cursos de licenciatura, en la Universidad de Míchigan para fortalecer su fondo científico, incluyendo geología. Posteriormente (1869–1873) fue nombrado profesor de ciencias naturales en la Escuela Normal Estatal en Whitewater (Wisconsin). Se incorporó a la Facultad de Beloit en 1873, donde trabajó como profesor de geología, zoología, y botánica. En 1873 fue uno de los participantes que colaboró en la dirección de un mapa geológico general de Wisconsin. Su trabajo de cartografía geológica correspondió al sureste de Wisconsin, una región cubierta de gruesos depósitos glaciales, lo que le llevó a identificar múltiples episodios de glaciación durante el Pleistoceno. Su terminología para las etapas glaciales en América del Norte sigue en uso con modificaciones menores.
En 1876 Chamberlin obtuvo el puesto de Geólogo Jefe para la toma de datos geológicos de Wisconsin, supervisando la realización de los trabajos de campo y la publicación del informe de cuatro volúmenes, siendo además el autor de las secciones dedicadas a los depósitos glaciales; a la geología del Paleozoico y de la roca madre del Precámbrico; al aprovechamiento de los depósitos de mena de zinc; a los pozos artesianos; y a los suelos. El proyecto le atrajo la atención nacional, lo que propició su nombramiento como Director de la División Glacial del Servicio Geológico de los Estados Unidos en 1881. Más tarde fue presidente de la Universidad de Wisconsin-Madison (de 1887 a 1892).
En 1892 aceptó una oferta para organizar un departamento de geología en la nueva Universidad de Chicago, donde permaneció como profesor hasta 1918. De 1898 a 1914 fue presidente de la Academia de Chicago de Ciencias.
En 1899 Chamberlin propuso la posibilidad de que los cambios en el clima podrían resultar de variaciones en la concentración de dióxido de carbono atmosférico.
En 1905, con Forest Ray Moulton, desarrolló una teoría de la formación del sistema solar que desafió la hipótesis nebular de Laplace. Su teoría, denominada hipótesis planetesimal de Chamberlin-Moulton, fue contemplada favorablemente durante casi un tercio de siglo, pero perdió relevancia a finales de la década de 1930, siendo finalmente descartada en la década de 1940 por ser incompatible con el momento angular de Júpiter. Una porción de la teoría que declara que objetos más pequeños (los planetesimales); gradualmente colisionan para construir los planetas por acreción es todavía considerada como un proceso verosímil. A partir de sus teorías y de una serie de evidencias geológicas concluyó que la Tierra era mucho más vieja que lo supuesto por Lord Kelvin (que estimaba unos 100 millones de años de antigüedad).
Sus especulaciones para explicar la fuente de energía que justificara la larga vida del Sol como cuerpo radiante fueron premonitorias, intuyendo alguna forma de energía extraída de las estructuras interiores del átomo.
Recibió la primera Medalla de Oro Penrose de la Sociedad de Geólogos Económicos en 1924, y la Medalla Penrose inaugural de la Sociedad Geológica de América en 1927 y la Medalla Penrose inaugural de la Sociedad Geológica de América en 1927.
Chamberlin se mantuvo activo profesionalmente hasta su muerte en Chicago en 1928.
Sus escritos están depositados en los archivos de las Universidades de Chicago y de Beloit, conteniendo estos últimos así mismo los papeles de su hijo Rollin T. Chamberlin, que también fue geólogo.

## Publicaciones
Las publicaciones de Chamberlin incluyen: 
- Outline of a Course of Oral Instruction (1872)
- Geology of Wisconsin (1877)
- Preliminary paper on the terminal moraine of the second glacial epoch (U.S. Geological Survey, 1882)
- The rock scorings of the great ice invasions (U.S. Geological Survey, 1886)
- The method of multiple working hypotheses. Science. v. 15:92–96p. (1890)
- Contribution to the Theory of Glacial Motion (1904)
- With R. D. Salisbury, Geology (three volumes, 1907–09)
- The Origin of the Earth (1916)

## Reconocimientos
- Hay edificios con su nombre en la Universidad de Beloit y en el campus de la Universidad de Wisconsin–Madison, así como una casa en Burton-Judson Courts en la Universidad de Chicago.[6]
- El cráter lunar Chamberlin y un cráter de Marte están nombrados en su honor.